# 鏡面金屬

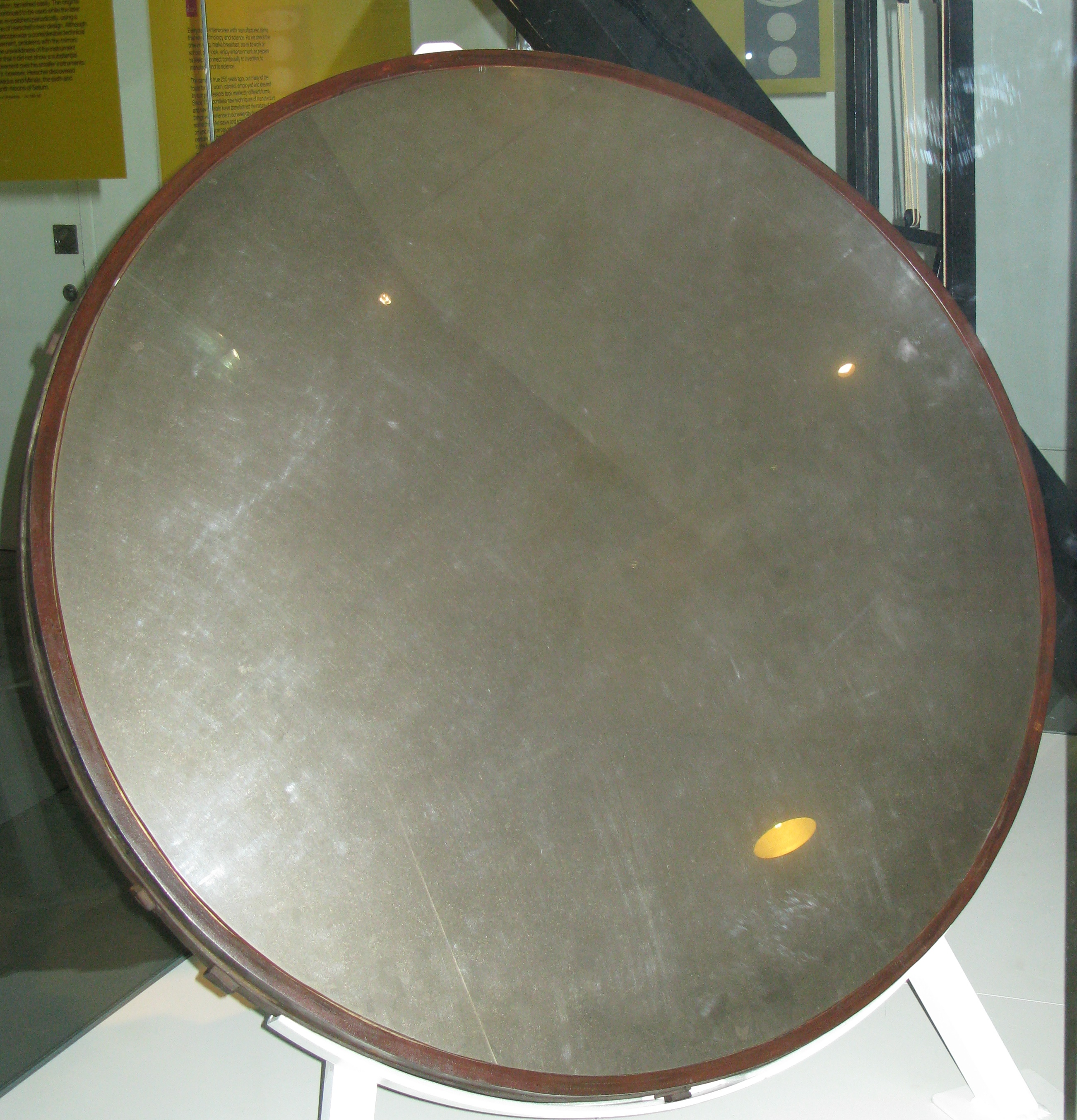
威廉·赫歇爾所使用的鏡面金屬鏡子位於倫敦科學博物館的「40-foot telescope」上，直徑為1.2米（49.5英寸）。

鏡面金屬（英語：Speculum metal）是一種白色而脆弱的合金，主要由約三分之二的銅和三分之一的錫混合而成。這種合金可以透過拋光製成高度反射的表面。從古至今，鏡面金屬被廣泛用於製造各種鏡子，從個人修飾用品到光學器材都有應用，直到現代以金屬鍍膜玻璃鏡取而代之。
鏡面金屬的成分通常是兩份銅和一份錫，再加入少量的砷。也有其他配方中含有銀、鉛或鋅。與青銅合金相比，鏡面金屬中的錫含量大約是銅的兩倍。考古學家和專家更傾向於稱之為「高錫青銅」，但這個術語也用於描述其他含有約20%錫的合金，例如鐘青銅。
製造大型鏡面金屬鏡子相當困難，而且這種合金容易氧化，需頻繁進行拋光。然而，在17世紀中葉至19世紀中葉之間，這是製造高精密光學設備所需的大型鏡子唯一實用的材料，直到玻璃鍍銀技術的出現。
鏡面金屬主要應用於金屬鏡面反射望遠鏡，其中一些著名的例子包括牛頓反射望遠鏡、帕森斯敦的利維坦望遠鏡以及威廉·赫歇爾用於發現天王星的望遠鏡。然而，這種鏡子無法像現代鏡子一樣反射大量光線，且容易氧化。

## 早期歷史
在中國，可能早在2000多年前，人們就掌握了將高錫合金的青銅材料製成堅硬、高光澤金屬的技術。這項技術可能也同時發展於西方文明。古代著作《普林尼的自然史》中或許也有相關描述。在歐洲中世紀，人們已經開始使用這種金屬製作鏡子，相較於一般的青銅鏡子，具有更好的反射能力且更不易氧化。然而，由於錫的價格昂貴，合金的成分必須準確控制。雖然當時和之後，這種鏡子通常被稱為「鋼鏡」，但實際上並不含有鋼材。
由於鏡面金屬過於堅硬，不適合進行壓花和鑲嵌等冷加工技術，但若用於鑄造小型物品，效果非常出色。因此，鏡面金屬也廣泛用於製作「黑暗時代的腰帶配件、扣環和胸針」等小型飾品，呈現出迷人的銀白色光澤。

## 在望遠鏡中的應用

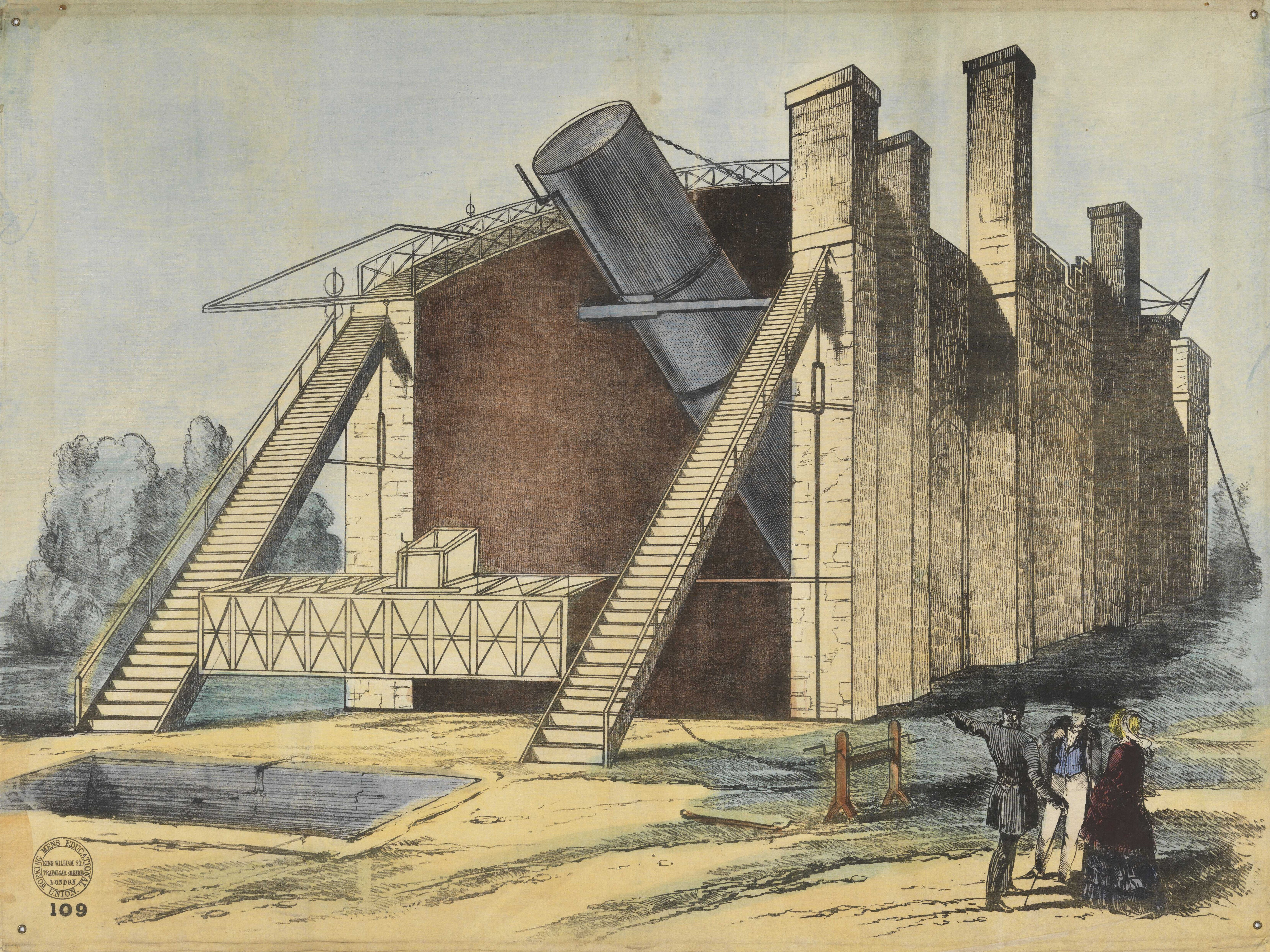
使用鏡面金屬鏡片的望遠鏡在口徑方面取得了重大突破，但其缺點也促使了與折射望遠鏡的競爭。

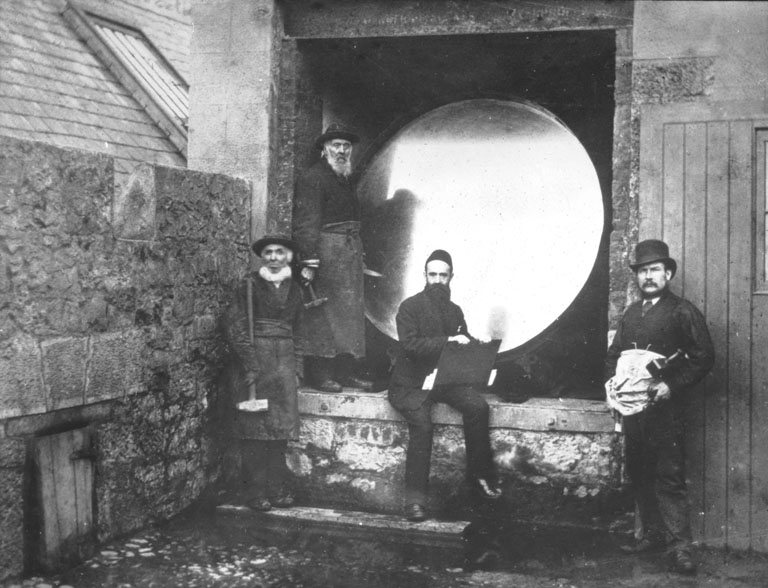
利維坦望遠鏡的金屬鏡片是當時口徑最大的望遠鏡鏡片，直到1917年的100英寸胡克望遠鏡（金屬鏡片嵌在玻璃上）出現。

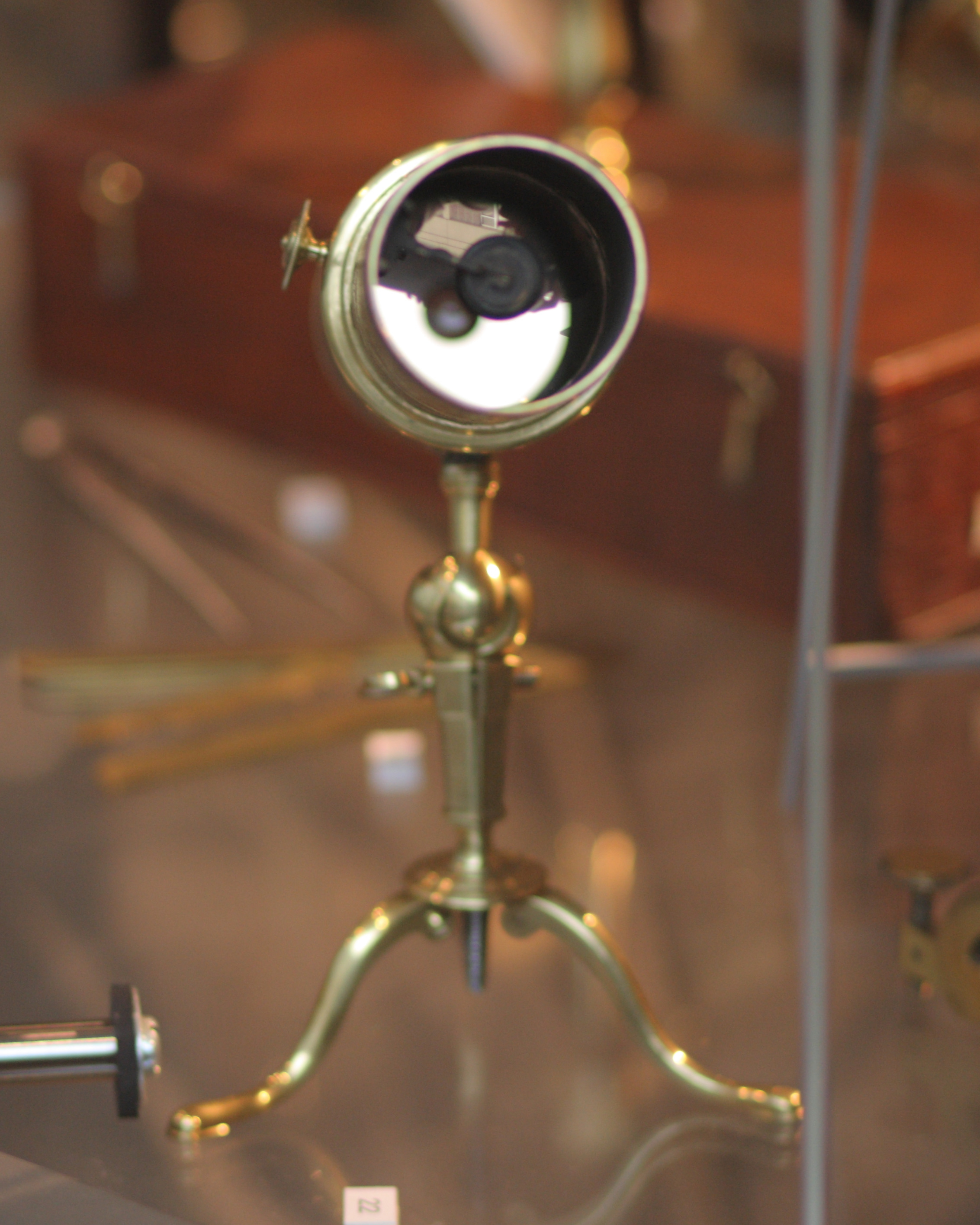
這張照片展示了一個古老反射望遠鏡內部的構造，不清楚其中的反射鏡片是否使用鏡面金屬，但它展示了反射鏡片如何安放在望遠鏡管的內部。這款望遠鏡可以追溯到18世紀，最初使用的是金屬鏡片。

在早期的歐洲，人們只知道硬銅鏡金屬可以作為良好的反射表面材料，用於製作望遠鏡。不同於家用鏡子，家庭鏡子的反射金屬層被塗覆在玻璃背面，並加上保護性的清漆。然而，望遠鏡需要一面可以製作成複雜拋物面形狀的鏡子，以便實現所需的光學效果。這就是為甚麼在將近兩個世紀的時間裏，硬銅鏡金屬一直是唯一可以勝任這項任務的材料。早期的設計者詹姆斯·格雷戈里曾試圖製造他的戈里望遠鏡，但由於找不到能夠製作複雜硬銅鏡的工匠，他的嘗試以失敗告終。
1668年，艾薩克·牛頓成功製造了第一台反射望遠鏡。他的望遠鏡（後來被稱為牛頓反射望遠鏡）使用了他自己研製的直徑為33毫米（1.3英吋）的硬銅鏡金屬主鏡。與其他望遠鏡設計不同，牛頓簡化了鏡子的形狀，採用了球面。隨後，硬銅鏡金屬的組成得到改進，並在18世紀和19世紀用於許多反射望遠鏡的製造中。
雖然使用鏡面金屬鏡片的反射望遠鏡可以建造非常大的口徑，例如威廉·赫歇爾於1789年建造的直徑126厘米（49.5英寸）的「40英尺望遠鏡」和羅斯勋爵於1845年建造的直徑183厘米（72英寸）的「利維坦望遠鏡」，但金屬材料的使用不實際，使得大多數天文學家更偏好較小的折射望遠鏡。鏡面金屬鏡片非常難以鑄造和塑形，只能反射66%的光線。鏡面金屬還有一個不幸的特性，就是在空氣中容易氧化變黑，對濕度敏感，需要不斷重新拋光以維持其有效性。這意味著望遠鏡鏡片必須不斷地取下、拋光和重新修整到正確的形狀。這有時候很困難，有些鏡片不得不被放棄使用。這還要求每個望遠鏡必須製造兩個或更多的鏡片，以便一個在拋光時另一個可以使用。夜間迅速冷卻的空氣會在大型鏡面金屬鏡片中產生應力，使其形狀失真，影響成像質量。羅斯勋爵的72英寸金屬鏡片上有可調節的槓桿系統，可以在無法產生可接受影像時調整其形狀。
在1856年至1857年間，卡爾·奧古斯特·馮·斯坦海爾和萊昂·福科引入了一種改進型的鏡面反射望遠鏡技術，即在玻璃塊的前表面（即第一表面）上塗覆一層超薄的銀鏡層。相較於使用銅鏡，銀鍍玻璃鏡的反射效果更好，能夠反射90%的光線，並且不易氧化變黑。此外，銀鍍層可以被從玻璃上除去，因此即使鏡面暗淡，也可以重新進行銀鍍，而無需改變精確拋光的玻璃基底的形狀。與銅製鏡相比，玻璃具有更好的熱穩定性，能夠在溫度變化中更好地保持形狀。這標誌着銅鏡反射望遠鏡的時代結束，最後一台大型銅鏡反射望遠鏡是在1867年完成的墨爾本大型望遠鏡，其鏡面直徑為122厘米（48英吋）。隨後，大型玻璃鏡反射望遠鏡的時代開始，例如安德魯·埃恩斯利·科蒙於1879年建造的36英吋（91厘米）和1887年建造的60英吋（152厘米）反射望遠鏡，以及1908年建造的60英吋（150厘米）威爾遜山天文台哈勒望遠鏡，1917年建造的100英吋（2.5米）威爾遜山胡克望遠鏡，以及1948年建造的200英吋（5米）帕洛馬山哈勒望遠鏡。

### 引用
1. ↑  . Science Museum.   [2008-11-23]. （原始内容存档于2009-09-02）.
2. ↑  Meeks 2013，第63–65頁.
3. ↑  Joseph & Lu 1974，第238頁.
4. ↑  Anthropological Institute of Great Britain and Ireland 1934，第71頁.
5. ↑  Osborne 1975，第570頁.
6. 1 2  Meeks 2013，第65頁.
7. 1 2  King 2003，第74頁.
8. ↑  Chambers & Thomson 1875，第175頁.
9. ↑  . COMSOL.   [2023-12-25]. （原始内容存档于2023-12-25） （中文）.
10. 1 2 3 4  Pettit 1956.
11. ↑  Time-Life Books 1990.

## 延伸閱讀
- 液体镜望远镜
- 19世紀最大的光學望遠鏡列表（英语：List of largest optical telescopes in the 19th century）
- 18世紀最大的光學望遠鏡列表（英语：List of largest optical telescopes in the 18th century）

## 外部連結
- 國家污染物清單 — 銅及其化合物事實簡報